# ذكريات (فلم 1967)
ذكريات هو فيلمٌ عراقيٌ أُنتج عام 1967.

## قصة الفيلم
ابنٌ عاقٌ لعائلةٍ فقيرةٍ يختار طريق الرذيلة، ويؤدي ذلك به إلى نهاية مأساوية.

## مصدر
1. ↑  محمود قاسم، موسوعة الأفلام العربية، الجزء ، نسخة إلكترونية، لندن، الطبعة الأولى، ديسمبر، 2017، ص 476.

## وصلات خارجية
- مقالات تستعمل روابط فنية بلا صلة مع ويكي بيانات
- ذكريات على قاعدة بيانات الأفلام العراقية
- ذكريات على موقع كاروهات